# Mikroorganizmus

Escherichia coli baktériumok 10 000-szeres nagyításban.

A mikroorganizmusok vagy mikrobák mikroszkopikus (szabad szemmel nem látható) sejtes élőlények. 

## Jellemzőik
A mikrobiológia foglalkozik a mikroorganizmusok tudományos vizsgálatával. A mikroorganizmusok között akadnak baktériumok, gombák, archeák és protiszták, de a vírusokat és az élettelennek tekintett prionokat általában nem sorolják közéjük. A mikroorganizmusokra gyakran egysejtűekként hivatkoznak, bár akad olyan egysejtű protiszta, ami szabad szemmel is látható, valamint előfordulnak mikroszkopikus többsejtű élőlények is.
A mikroorganizmusok gyakorlatilag minden olyan helyen előfordulnak a Földön, ahol folyékony víz található, beleértve a mélytengeri hőforrásokat és a földkéreg mélyén található kőzetrétegeket is. A mikroorganizmusok alapvető szerepet játszanak a bioszféra anyagforgalmában, mint lebontó szervezetek. Néhány mikroorganizmus a nitrogénkörforgást működteti a légköri nitrogén megkötésével.
A patogén (kórokozó) mikrobák betegségeket okoznak.
A legújabb kutatások azt mutatják, hogy egyes mikroorganizmusok egyfajta mikrobiális intelligenciával rendelkeznek.